# Бено Штопс
Бено Штопс (Нојндорф, Источна Немачка, 8. јул 1950), је источнонемачки атлетичар, који се такмичио у спринту, Током каријере заступао је Немачку Немачку.
Елиминисан је у полуфиналу трке на 400 метара на 3. Европском првенству у дворани 1972. у Греноблу . На наредном Европском првенству у дворани 1973 у Ротрдаму освојио је сребрну медаљу на овој дистанци (претекао га је само репрезентативац Југославије Лучано Сушањ . На Европском првенству на отвореном 1974. У Риму као члан штафете 4 х 400 м завршили су на 4. месту.
На првенствима Источне Немачке био је други 1973. и трећи 1974. Исте године успео је да освоји титулу првака са штафетом 4 х 400 метара.
Штопс је умро од рака 29. августа 2015.